# Восточная нефтехимическая компания
Восто́чная нефтехими́ческая компания — российская компания, созданная для реализации плана строительства в Приморском крае нефтехимического комплекса. Входит в компанию «Роснефть». Сокращённое наименование — АО «ВНХК». Штаб-квартира — в Находке.

## История

### Приморский НПЗ
Первоначальный проект строительства нефтеперерабатывающего завода вблизи Находки был утверждён Советом Министров РСФСР 1 августа 1974 года. Работы планировалось начать в 1975 году, однако из-за последствий мирового нефтяного кризиса 1973 года проект реализован не был. Начало современного проекта положило заявление Сергея Богданчикова 27 января 2007 года о возможном строительстве нефтеперерабатывающего завода в конечной точке трубопровода «ВСТО». В 2009 году в Находке для координации работ по реализации проекта была открыта дирекция ООО «РН-Приморский НПЗ». Осенью того же года в пади Елизарова в районе залива Восток начались земельные работы по выравниванию строительной площадки. График реализации проекта 2009 года предусматривал завершение строительства первой очереди в 2013 году, второй — в 2017 году. Предполагалось, что 90 % продукции пойдёт на экспорт в страны Тихоокеанского региона. Против строительства нового нефтеперерабатывающего завод выступал полномочный представитель Президента в ДВФО Виктор Ишаев и ряд дальневосточных учёных, указывая на достаточные мощности действующих заводов Хабаровска и Комсомольска-на-Амуре. 24 марта 2010 года проект «Приморский нефтеперерабатывающий завод мощностью 20 млн тонн в год» был признан Ростехнадзором не соответствующим экологическому законодательству, начатое строительство было остановлено.

### ВНХК
В конце 2010 года «Роснефть» пересмотрела свои планы и приняла решение строить нефтехимический комплекс в районе Восточного порта, в долине реки Глинка. Предполагалось, что основной продукцией производства первого этапа станут полимеры. В 2012 году компанией «Ангарскнефтехимпроект» велось проектирование нефтехимического производства мощностью 10 млн тонн в год в долине реки Хмыловки. Предварительная стоимость реализации проекта превышала $ 6 млрд, около 30 % из которых должны были составить расходы на решение экологических проблем. Предполагалось, что новое предприятие будет выбрасывать в атмосферу 72 наименования загрязняющих веществ (включая канцерогены) в объёме 8,2 тысяч тонн в год.
| Этапы реализации (по данным 2011 года) | |                                                                                    |
| I этап | II этап                                                                                            | III этап                                                                           |
| Переработка 3,4 млн тонн смесевой нафты и сжиженных углеводородных газов с нефтеперерабатывающих заводов Комсомольска-на-Амуре, Ангарска и Ачинска, а также Ангарской НХК. Производство полиэтилена, полипропилена, моноэтиленгликоля, бензола, альфа-олефинов, бутадиена, смолы пиролиза, бензина пиролиза. | Переработка 5 млн тонн нефти с Восточного нефтепровода для производства бензина, керосина, солярки | Переработка 1,5 млн тонн газового конденсата с предполагаемого проекта «Сахалин-3» |

## Текущий план
На 2018 год завод планируется в конфигурации 12 млн тонн нефтепереработки и 3,4 млн тонн продуктов нефтехимии, в том числе полиэтиленов и полипропиленов. Активного строительства все еще не ведется.
На 2019 год : Проект приостановлен.
В 2020 году Правительство продолжило обсуждение возобновления строительства комплекса, проработку параметров и условий возможных льгот для ВНХК планируется завершить до конца сентября 2020 года.